# Вољевац (Фојница)
Вољевац је насељено место у Босни и Херцеговини у општини Фојница. Административно припада Федерацији Босне и Херцеговине, односно њеном Средњобосанском кантону. Према попису становништва из 2013. у насељу је било 182 становника, а већинску популацију чинили су Бошњаци.

## Становништво
По последњем службеном попису становништва из 2013. године у овом насељу живело је 182 становника, а село је било етнички хомогено са већинском бошњачком популацијом.
| Националност | 2013. | 1991.        | 1981.        | 1971.        |
| Бошњаци      | —     | 194 (99,49%) | 251 (100,0%) | 323 (99,69%) |
| Југословени  | —     | 1 (0,51%)    | 0            | 0            |
| остали       | —     | 0            | 0            | 1 (0,31%)    |
| Укупно       | 182   | 195          | 251          | 324          |